# Æthelburg (Northumbria)
Æthelburg (auch Æthelburh, Ethelburga, Æthelburga, Æþelburh, Æðelburh, Æðilburh, Aethelberg auch Tate) (* 605 im angelsächsischen Königreich Kent; † 647 in Lyminge) war die christliche Tochter von Æthelberht aus der Dynastie der Oiscingas, dem ersten christlichen König des angelsächsischen Königreiches Kent, und Ehefrau von Edwin, König des angelsächsischen Königreiches Deira bzw. Northumbria.

## Leben
Æthelburg wurde als Tochter von Æthelberht und seiner Frau Bertha, Tochter des merowingischen Frankenkönigs Charibert I. und der Ingoberga, geboren. Bertha brachte den christlichen Glauben in das Reich der Angelsachsen, indem sie ihn auch nach der Heirat praktiziert und den Bischof Liudhard als ihren Kaplan mit nach England nahm. Æthelberht konvertierte wenig später zum Christentum. Aus dieser Ehe ging neben der Tochter Æthelburg auch der Sohn Eadbald hervor. Die Kinder wurden im christlichen Glauben erzogen.
625 heiratete sie König Edwin. Für ihn war es die zweite Ehe, Edwin war zuerst mit Cwenburh verheiratet und hatte bereits zwei Söhne, Osfrith und Eadfrith. In der Ehe mit Æthelburg wurden die Kinder Æthelhun, Æthelthryth, Uscfrea und Eanflæd (* um 625) geboren. Mit Æthelburg erreichte auch Bischof Paulinus das Königreich, da Æthelburgs Vater darauf bestanden hatte, dass ihr freie Religionsausübung gewährt wird, und im Jahr 627 nahm Edwin den christlichen Glauben an.
Edwin fiel ebenso wie sein Sohn Osfrith 633 in der Schlacht von Hatfield Chase im Kampf. Sein Sohn Eadfrith ergab sich und wurde später ermordet. Nach Edwins Tod floh Æthelburg mit ihren Kindern und dem Bischof Paulinus zu ihrem Bruder Eadbald nach Kent.
Ihr Bruder Eadbald übereignete ihr Land in Lyminge, in der Nähe von Folkestone. Æthelburg errichtete ein Kloster und lebte dort bis zu ihrem Tod im Jahr 647. Sie gilt als Heilige.

## Moderne Rezeption
Judy Chicago widmete Æthelburg eine Inschrift auf den dreieckigen Bodenfliesen des Heritage Floor ihrer Installation The Dinner Party. Die mit dem Namen Ethelberga beschrifteten Porzellanfliesen sind dem Platz mit dem Gedeck für Hrotsvit zugeordnet.